# Bodo von Borries (Geschichtsdidaktiker)
Bodo von Borries (* 7. Januar 1943 in Berlin) ist ein deutscher Geschichtsdidaktiker und Historiker.

## Leben
Er studierte an der Universität Bonn und legte 1968/1972 das Erste und Zweite Staatsexamen sowie die Promotion in Wirtschafts- und Sozialgeschichte ab. Von 1976 bis 2008 war er Professor für Erziehungswissenschaft unter besonderer Berücksichtigung der Didaktik der Geschichte an der Universität Hamburg. 1994/1995 war er Fellow am Zentrum für interdisziplinäre Forschung der Universität Bielefeld (ZiF). 1988–1997 leitete er mehrere große Drittmittelprojekte (Schüler- und Lehrerbefragungen im In- und Ausland) zur empirischen Forschung im Bereich der Geschichtsdidaktik.
Als Mitglied gehört er dem wissenschaftlichen Ausschuss des Georg-Eckert-Institutes für internationale Schulbuchforschung in Braunschweig und dem Wissenschaftlichen Beirat des Schülerwettbewerbs Deutsche Geschichte um den Preis des Bundespräsidenten an.

## Lehre
Aufgrund der empirischen Ergebnisse ist er skeptisch in Hinsicht auf die Realisierbarkeit der offiziellen Zielkataloge des Geschichtsunterrichts. Jugendliche lernten anders, als die meisten Geschichtslehrer annähmen. Auch gehe es beim Geschichtsunterricht nicht um die Übernahme konventioneller Deutungen, sondern um das Lernen historischen Denkens mit dem Ziel, in einer sich über Geschichte ständig kontrovers auseinandersetzenden Gesellschaft selbst sachlich und wertend urteilen zu können. Daher dürften (gerade auch mit Blick auf den Beutelsbacher Konsens) auch solche Urteile, die man selbst für richtig erachte, wie etwa die Einordnung der DDR als Diktatur, Schülern im Unterricht nicht vorgegeben werden.

## Schriften (Auswahl)
- Borries, Bodo v.: Lernziele und Testaufgaben für den Geschichtsunterricht; Stuttgart (Klett) 1973, 2. erg. Aufl. 1974.

- Borries, Bodo v.: Problemorientierter Geschichtsunterricht? Schulbuchkritik und Schulbuchrevision, dargestellt am Beispiel der römischen Republik; Stuttgart (Klett) 1980.

- Borries, Bodo v.: Römische Republik: Weltstaat ohne Frieden und Freiheit? Ein problemorientiertes Unterrichtsmodell für die Sekundarstufen; Stuttgart (Klett) 1980, 2. durchges. Aufl. 1985.
- Borries, Bodo v.: Kolonialgeschichte und Weltwirtschaftssystem. Europa und Übersee zwischen Entdeckungs- und Industriezeitalter 1492–1830; 1986, 2. Aufl. 1992.
- Borries, Bodo v.: Geschichtslernen und Geschichtsbewußtsein. Empirische Erkundungen zu Erwerb und Gebrauch von Historie; Stuttgart (Klett) 1988.
- Borries, Bodo v.: Geschichtsbewußtsein als Identitätsgewinn? Fachdidaktische Programmatik und Tatsachenforschung (mit einem Zusatz von Lehmann, Rainer H.); Hagen (Margit Rottmann) 1990.
- Borries, Bodo v.: Wendepunkte der Frauengeschichte. Ein Lese- und Arbeitsbuch zum An- und Aufregen; Pfaffenweiler (Centaurus) 1990. Wiederabdruck: Wendepunkte der Frauengeschichte I. Über Frauen-Leistung, Frauen-Unterdrückung und Frauen-Wahlrecht. Ein Lese- und Arbeitsbuch zum An- und Aufregen; Herbolzheim (Centaurus) 2. veränd. Aufl. 2001.
- Borries, Bodo v., Rüsen, Jörn u. a.: Geschichtsbewusstsein im interkulturellen Vergleich: zwei empirische Pilotstudien. Centaurus, Pfaffenweiler 1992, ISBN 3-89085-913-5.
- Borries, Bodo v.: Das Geschichtsbewußtsein Jugendlicher. Erste repräsentative Untersuchung über Vergangenheitsdeutungen, Gegenwartswahrnehmungen und Zukunftserwartungen in Ost- und Westdeutschland; Weinheim/München (Juventa) 1995.

- Borries, Bodo v.: Imaginierte Geschichte. Die biografische Bedeutung historischer Fiktionen und Phantasien; Köln (Böhlau) 1996.
- Borries, Bodo v.: Vom "Gewaltexzeß" zum "Gewissensbiß"? Autobiografische Zeugnisse zu Formen und Wandlungen elterlicher Strafpraxis im 18. Jahrhundert; Tübingen (edition diskord) 1996.
- Borries, Bodo v.: Jugend und Geschichte. Ein europäischer Kulturvergleich aus deutscher Sicht; Opladen (Leske & Budrich) 1999, ISBN 3-8100-2384-1.
- Borries, Bodo v.: Wendepunkte der Frauengeschichte II. Über Muttergöttinnen, Männeransprüche und Mädchenkindheiten. Modelle und Materialien zum Ausprobieren und Bessermachen; Herbolzheim (Centaurus) 2003.
- Borries, Bodo v.: Lebendiges Geschichtslernen. Bausteine zu Theorie und Pragmatik, Empirie und Normfrage; Schwalbach/Ts. (Wochenschau) 2004.
- Borries, Bodo v., Fischer, Claudia, Leutner-Ramme, Sibylla und Meyer-Hamme, Johannes: Schulbuchverständnis, Richtlinienbenutzung und Reflexionsprozesse im Geschichtsunterricht. Eine qualitativ-quantitative Schüler- und Lehrerbefragung im Deutschsprachigen Bildungswesen 2002; Neuried (ars una) 2005.
- Borries, Bodo v.: Durchbrüche von Wirtschaft und Wissenschaft – Krisen von Umwelt und Innenwelt? Versäumte Lektionen zur Ökologie- und Mentalitätsgeschichte; Herbolzheim (Centaurus) 2006.
- Borries, Bodo v.: Historisch Denken Lernen – Welterschließung statt Epochenüberblick. Geschichte als Unterrichtsfach und Bildungsaufgabe; Opladen und Farmington Hills (Barbara Budrich) 2008, ISBN 978-3-86649-152-6.
- Borries, Bodo v.: Geschichtslernen und Menschenrechtsbildung – Auswege aus einem Missverhältnis? Normative Überlegungen und praktische Beispiele; Schwalbach/Ts. (Wochenschau) 2011, 2. Aufl. 2014.
- Borries, Bodo v. (mit Beiträgen von Meyer-Hamme, Johannes): Zwischen "Genuss" und "Ekel" – Ästhetik und Emotionalität als konstitutive Momente historischen Lernens; Schwalbach/Ts. (Wochenschau) 2014.
- Borries, Bodo v.: Geschichtslernen, Geschichtsunterricht und Geschichtsdidaktik. Erinnerungen, Erfahrungsschätze, Erfordernisse 1959/60 – 2019/20; Frankfurt/M. (Wochenschau) 2021.
- Borries, Bodo v.: In Krisen Geschichte lernen, um Zukunft zu gewinnen – Überlebenstraining bei Umweltkollaps, Menschheitsverbrechen und Demokratieverfall; Frankfurt/M. (Wochenschau) 2022,  ISBN 978-3-7344-1333-9.